# Section efficace
En physique nucléaire ou en physique des particules, la section efficace est une grandeur physique reliée à la probabilité d'interaction d'une particule pour une réaction donnée.
La section efficace étant homogène à une surface, l'unité de section efficace du Système international est le mètre carré. En pratique on utilise souvent le barn, de symbole b :
1 b = 10−24 cm2 = 10−28 m2,
soit la surface d'un carré de dix femtomètres de côté (du même ordre de grandeur que le diamètre d'un noyau atomique).

## Historique
L'idée d'utiliser une surface pour exprimer une telle probabilité d'interaction remonte probablement à la découverte du noyau atomique et de sa petitesse par Ernest Rutherford en 1911 : en bombardant une mince feuille d'or avec des rayons alpha, on constate peu de déviations de ces particules, comme si la surface utile de l'atome (en fait celle de son noyau) était toute petite, comme si la feuille d'or était composée essentiellement de vide.

## Principe

Illustration conceptuelle de la surface S détaillée ci-contre.

### Section efficace microscopique
Statistiquement, les centres d'atomes disposés sur une mince surface peuvent être considérés comme des points répartis uniformément sur ce plan.
Le centre d'un projectile atomique heurtant ce plan a une probabilité géométriquement définie de passer à une certaine distance r d'un de ces points.
En fait, s'il y a n atomes dans une surface S de ce plan, cette probabilité est de {\displaystyle {\frac {n\pi r^{2}}{S}}}, ce qui est simplement le rapport entre la surface totale occupée par des cercles de rayon r et la surface S du plan.
Si nous considérons les atomes comme des disques d'acier impénétrables et la particule comme une bille de diamètre négligeable, ce rapport est la probabilité que la bille heurte un des disques, c'est-à-dire que le projectile soit arrêté par la surface.
En d'autres termes, la section efficace est la surface fictive que devrait avoir une particule cible pour reproduire la probabilité observée de collision ou de réaction avec une autre particule en supposant que ces collisions se produisent entre objets matériels impénétrables.
Cette notion peut être étendue à n'importe quelle interaction entre collision de particules telle que : réaction nucléaire, diffusion de particules, diffusion de la lumière.
Par exemple, la probabilité qu'une particule alpha heurtant une cible de béryllium produise un neutron peut être exprimée par la surface fictive qu'aurait le béryllium dans ce type de réaction pour obtenir la probabilité de cette réaction selon ce scénario.
La section efficace est peu dépendante de la taille réelle de la particule en question et varie surtout en fonction de la nature exacte de la collision ou de la réaction, et des interactions existantes entre les particules concernées.
Ceci explique l'emploi de l'expression section efficace au lieu de section plus simplement.

### Section efficace macroscopique
En général, une particule est confrontée à des matériaux d'épaisseur supérieure à un seul rang d'atomes.
Ce qui caractérise la probabilité, pour une particule, d'interagir dans un milieu (ici supposé homogène) sur la longueur de son trajet, est sa section efficace Σ en (cm−1).
Si on suppose que le milieu est un ensemble de plans d'épaisseur monoatomique, on peut relier la section efficace microscopique à la section efficace macroscopique par la relation Σ = N ⋅ σ, où N est la densité volumique d'atomes (en atomes.cm−3) et σ la section efficace microscopique (en cm2).
La section efficace macroscopique d'une réaction dans un milieu est donc la probabilité qu'une particule interagisse par unité de longueur de la traversée de ce milieu. 
Le libre parcours moyen, 1/Σ, représente la distance moyenne parcourue par une particule entre deux interactions.

### Exemple d'application
Notations :
- Flux neutronique = Φ en (neutrons cm−2 s−1)
- Vitesse des neutrons = v en (cm/s)

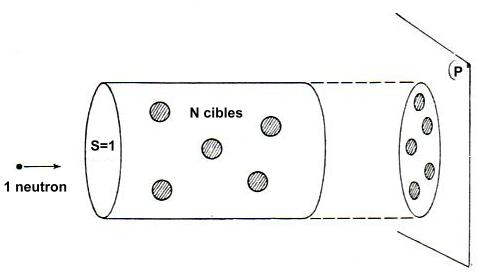
Croquis figurant la notion de section efficace.

- Concentration volumique des neutrons = n en (neutrons cm−3)
- Concentration volumique des cibles = N en (atomes cm−3)
- Taux de réaction (ou nombre d'interactions) par unité de volume et par unité de temps = τ en (interaction cm−3 s−1)
- Section efficace microscopique = σ en (cm2)
- Section efficace macroscopique = Σ en (cm−1)

On isole par la pensée un élément de volume cylindrique à axe normal au plan P de surface S = 1 cm2 et de volume 1 cm3
On considère l'ombre projetée sur le plan des N noyaux supposé très éloignés les uns des autres (la matière est très lacunaire et les noyaux sont très petits). Chaque noyau projette une ombre de surface σ.
Supposons qu'un faisceau de neutrons, parallèle au cylindre élémentaire, de densité n et de vitesse v, le nombre de neutrons pénétrant dans le cylindre par unité de temps est égal à n ⋅ v.
Chacun d'entre eux ayant une probabilité de choc durant la traversée valant Σ. D'où le fait que le nombre de chocs par unités de temps et de volume vaut τ = n ⋅ v ⋅ Σ.
En notant Φ = n ⋅ v la grandeur appelée flux neutronique on obtient :
τ = (N ⋅ σ) ⋅ (n ⋅ v) = Σ ⋅ Φ
La section efficace macroscopique Σ est définie comme la probabilité pour un neutron d’interagir avec une cible par unité de longueur. Elle a la dimension de l'inverse d'une longueur.

## Unité
Le rayon typique des particules nucléaires est de l'ordre de 10−14 m. Nous pourrions donc nous attendre à des sections efficaces pour des réactions nucléaires de l'ordre de π r2, soit environ 10−28 m2 (= 10−24 cm2), ce qui explique l'emploi d'une unité, le barn, ayant cette valeur.
Les sections efficaces varient considérablement d'un nucléide à l'autre, depuis des valeurs de l'ordre de 10−4 barn (deutérium) jusqu'au maximum connu de 2,65 × 106 barn pour le xénon 135.

## Paramètres affectant les sections efficaces

### Généralités
Les sections efficaces observées varient de façon importante, en fonction de la nature et de la vitesse des particules. Ainsi pour la réaction (n, γ) d'absorption de neutrons lents (ou « thermiques »), la section efficace peut dépasser 1 000 barns, tandis que les sections efficaces des transmutations par absorption de rayons γ sont plutôt de l'ordre de 0,001 barn. Les sections efficaces des processus observés ou recherchés dans les accélérateurs de particules sont quant à elles de l'ordre du femtobarn. La section géométrique d'un noyau d'uranium vaut 1,5 barn.
Dans les réacteurs nucléaires, les principales réactions sont la capture radiative (n,γ) et la fission (n,f), la somme des deux étant l’absorption. Mais il y a aussi des réactions de type (n,2n), (n,α), (n,p), etc.

### Vitesse et énergie

Présentation intuitive de la notion de section efficace.

Généralement, les sections efficaces diminuent lorsque l’énergie (la vitesse) du neutron augmente.
Une loi empirique en 1/v rend assez correctement compte de la variation des sections efficaces aux basses énergie. Cette loi, assez bien vérifiée si on excepte la zone des résonances, se traduit par des droites de pente −1/2 dans les coordonnées log/log en énergie fréquemment utilisées pour la représentation comme dans les figures ci-après. Aux fortes énergies les valeurs convergent souvent vers des valeurs de quelques barns représentatives des dimensions des noyaux des atomes.
Des modèles ont été proposés rendant compte notamment des phénomènes de résonance, le plus connu est celui basé sur la relation de Louis de Broglie :

### Résonances
Il y a des résonances (soit des pics de section efficace pour une énergie donnée), surtout pour les noyaux lourds (il peut y en avoir plus d'une centaine pour un noyau donné), généralement aux énergies intermédiaires. La section efficace des neutrons peut devenir très grande si le neutron entre en résonance avec le noyau : c'est-à-dire s'il apporte exactement l'énergie nécessaire à la formation d'un état excité du noyau composé.
Dans le cas des neutrons en réacteur, on distingue généralement trois domaines :
- le domaine thermique et basses énergies où la loi en 1/v est assez bien vérifiée ;
- le domaine épithermique qui peut aller de 0,1 à 500 eV où se trouvent les captures résonnantes et qui requiert une description très fine ;
- le domaine rapide où la loi en 1/v reprend avec assez souvent, aux très fortes énergies, une convergence vers une valeur asymptotique de l'ordre de la dimension des noyaux.

Pour les noyaux fissiles, la proportion de fissions/absorptions augmente généralement avec l’énergie (elle est nulle pour les neutrons thermiques, pour les noyaux fertiles tels que l'uranium 238).
La loi de Breit et Wigner à un niveau permet de décrire les sections efficaces résonnantes dans les aspects qualitatifs.

### Température
Les sections efficaces varient avec la température des noyaux cibles,
{\displaystyle \sigma =\sigma _{0}\,\left({\frac {T_{0}}{T}}\right)^{\frac {1}{2}}}
où σ est la section efficace à la température T et σ0 la section efficace à la température T0 (T et T0 en kelvins)
Elles sont usuellement données à 20 °C ; une correction avec la température est nécessaire.

## Valeurs typiques de sections efficaces

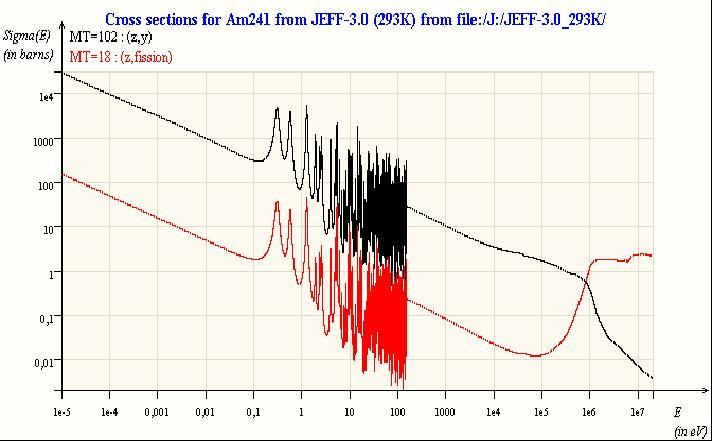
Section efficace de l'américium 241 en fonction de l'énergie d'un neutron incident.

Sections efficaces de diffusion (traits pleins) et d'absorption (traits pointillés) des corps légers usuellement utilisés comme modérateurs réflecteurs ou absorbants. Données tirées de Database NEA N ENDF/B-VII.1 using janis software.

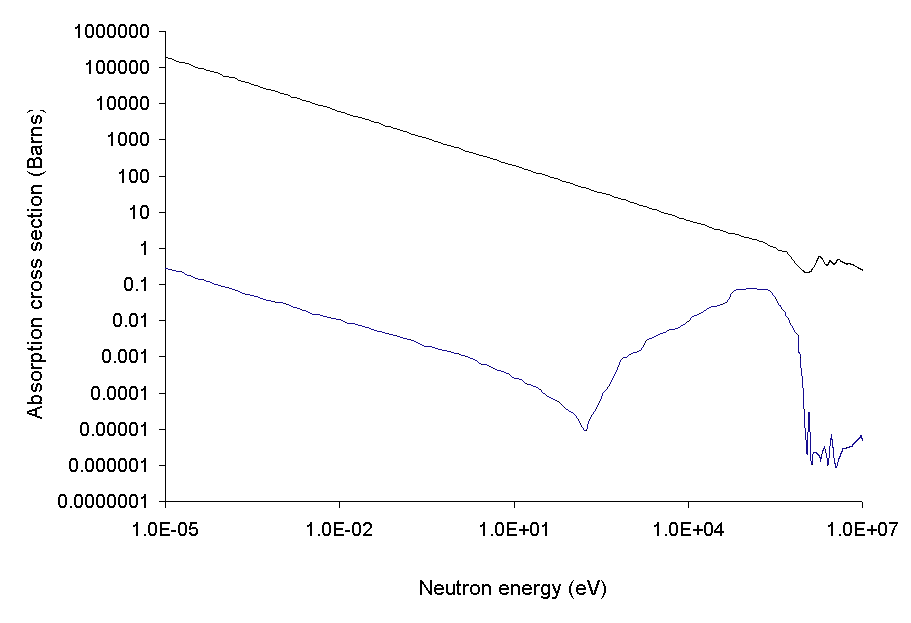
Section efficace du bore 10 (noir) et du bore 11 (bleu).

On peut constater sur les graphes ci-contre que la loi en 1/v est assez correctement vérifiée aux basses énergies dans des exemples très divers.
Dans la plage où cette loi s'applique on peut s’intéresser à l'évolution du taux de réaction (τ):
- τ = Σ ⋅ Φ = (N ⋅ σ) ⋅ (n ⋅ v) , avec σ = s/v ; s = constante 
 τ = N ⋅ s ⋅ n
- dans la plage où la loi en 1/v s'applique le taux de réaction ne dépend plus que de la concentration des neutrons

On donne dans le tableau ci-après les valeurs de quelques sections efficaces de corps importants dans le fonctionnement neutronique des réacteurs à eau. Les sections efficaces du domaine thermique sont moyennées suivant le spectre de Maxwell correspondant et les sections efficaces du domaine rapide sont moyennées suivant le spectre des neutrons de fission de l'uranium 235. Les sections efficaces sont principalement tirées de Jeff-3.1.1 library using Janis software. Les valeurs entre parenthèses sont issues du Handbook of Chemistry and Physics, elles sont dans l'ensemble plus fiables que les autres. Les valeurs pour les corps chimiques sont les moyennes pondérées sur les isotopes naturels. Pour les corps fissiles, la capture est la capture définitive avec absorption = capture + fission.
La section efficace des neutrons peut devenir très grande si le neutron entre en résonance avec le noyau : c'est-à-dire s'il apporte exactement l'énergie nécessaire à la formation d'un état excité du noyau composé.
|                           |         | Section efficace thermique (barn) | Section efficace thermique (barn) | Section efficace thermique (barn) | Section efficace rapide (barn) | Section efficace rapide (barn) | Section efficace rapide (barn) |
| Diffusion                 | Capture | Fission                           | Diffusion                         | Capture                           | Fission                        |                                |                                |
| Modérateur et réfrigérant | H       | 20                                | 0,2 (0,332)                       | -                                 | 4                              | 4 × 10−5                       | -                              |
| Modérateur et réfrigérant | D       | 4                                 | 3 × 10−4 (0,51 × 10−3)            | -                                 | 3                              | 7 × 10−6                       | -                              |
| Modérateur et réfrigérant | C       | 5                                 | 2 × 10−3 (3,4 × 10−3)             | -                                 | 2                              | 10−5                           | -                              |
| Modérateur et réfrigérant | Na      |                                   | 0,515                             | -                                 |                                |                                |                                |
| Structures et divers      | Zr      |                                   | (0,182)                           |                                   |                                |                                |                                |
| Structures et divers      | 90Zr    | 5                                 | 6 × 10−3 (0,1)                    | -                                 | 5                              | 6 × 10−3                       | -                              |
| Structures et divers      | Fe      |                                   | (2,56)                            |                                   |                                |                                |                                |
| Structures et divers      | 56Fe    | 10                                | 2 (2,5)                           | -                                 | 20                             | 3 × 10−3                       | -                              |
| Structures et divers      | Cr      |                                   | (3,1)                             |                                   |                                |                                |                                |
| Structures et divers      | 52Cr    | 3                                 | 0,5 (0,76)                        | -                                 | 3                              | 2 × 10−3                       | -                              |
| Structures et divers      | Ni      |                                   | (4,54)                            |                                   |                                |                                |                                |
| Structures et divers      | 58Ni    | 20                                | 3 (4,4)                           | -                                 | 3                              | 8 × 10−3                       | -                              |
| Structures et divers      | O       |                                   | (0,267 × 10−3)                    |                                   |                                |                                | -                              |
| Structures et divers      | 16O     | 4                                 | 1 × 10−4 (0,178 × 10−3)           | -                                 | 3                              | 3 × 10−8                       | -                              |
| Poison neutronique        | B       |                                   | (763,4)                           | -                                 |                                |                                | -                              |
| Poison neutronique        | 10B     | 2                                 | 2 × 103 (3 836)                   | -                                 | 2                              | 0,4                            | -                              |
| Poison neutronique        | Hf      |                                   | (103)                             |                                   |                                |                                |                                |
| Poison neutronique        | Cd      |                                   | (2,45 × 103)                      |                                   |                                |                                |                                |
| Poison neutronique        | 113Cd   | 100                               | 3 × 104 (2 × 104)                 | -                                 | 4                              | 0,05                           | -                              |
| Poison neutronique        | 135Xe   | 4 × 105                           | 2 × 106 (2,65 × 106)              | -                                 | 5                              | 8 × 10−4                       | -                              |
| Poison neutronique        | 88Zr    |                                   | (8,61 ± 0,69) × 105               | -                                 |                                |                                | -                              |
| Poison neutronique        | 115In   | 2                                 | 100 (85)                          | -                                 | 4                              | 0,2                            | -                              |
| Poison neutronique        | Gd      |                                   | (49 × 103)                        |                                   |                                |                                |                                |
| Poison neutronique        | 155Gd   |                                   | (61 × 103)                        |                                   |                                |                                |                                |
| Poison neutronique        | 157Gd   |                                   | 200 × 103 (2,54 × 103)            |                                   |                                |                                |                                |
| 149Sm                     |         | 74,5 × 103 (41 × 103)             |                                   |                                   |                                |                                |                                |
| Combustible               | 233U    |                                   | (52,8)                            | (588,9)                           |                                |                                |                                |
| Combustible               | 235U    | 10                                | 60 (100,5)                        | 300 (579,5)                       | 4                              | 0,09                           | 1                              |
| Combustible               | 238U    | 9 (8,9)                           | 2 (2,720)                         | 2 × 10−5                          | 5                              | 0,07                           | 0,331                          |
| Combustible               | 239Pu   | 8                                 | 0,04 (265,7)                      | 700 (742,4)                       | 5                              | 0,05                           | 2                              |
| Combustible               | 240Pu   |                                   | 1 299,4                           | 0,0                               |                                |                                |                                |
| Combustible               | 241Pu   |                                   | 494,1                             | 1 806,5                           |                                |                                |                                |
| Combustible               | 242Pu   |                                   | 141,05                            | 0,0                               |                                |                                |                                |

### Sources
1. ↑  (en) « Rutherford : a biography » (consulté le 31 août 2021)
2. ↑  Paul Reuss, Précis de neutronique, EDP Sciences, 2003 (ISBN 2-7598-0162-4, OCLC 173240735, lire en ligne).
3. ↑  (en) R. W. Bauer, J. D. Anderson, S. M. Grimes, V. A. Madsen, Application of Simple Ramsauer Model to Neutron Total Cross Sections (lire en ligne [PDF]).
4. ↑  Paul REUSS, Précis de neutronique, Les Ulis, EDP Sciences, 2003, 533 p. (ISBN 2-86883-637-2), p. 80.
5. ↑  (en) DOE Fundamentals Handbook, Nuclear Physics and Reactor Theory, DOE-HDBK-1019/1-93 Lire en ligne[PDF].
6. ↑  Janis 3.3, http://www.oecd-nea.org/janis/
7. ↑  .(en) Jennifer A. Shusterman, Nicholas D. Scielzo, Keenan J. Thomas, Eric B. Norman, Suzanne E. Lapi et al., « The surprisingly large neutron capture cross-section of 88Zr », Nature, vol. 565,‎ 17 janvier 2019, p. 328-330 (DOI 10.1038/s41586-018-0838-z)